# ريتشارد إيستون
ريتشارد إيستون هو ممثل كندي، ولد في 22 مارس 1933 في مونتريال في كندا. من الجوائز التي نالها جائزة المسرح العالمي سنة 1958 سنة 2001.

## أعمال

### أفلام
- (2008) الطريق الثوري[6][7]

## جوائز
- جائزة المسرح العالمي (1958)
- جائزة توني لأفضل ممثل في مسرحية [الإنجليزية]‏ (2001)

## وصلات خارجية
- ريتشارد إيستون على موقع IMDb (الإنجليزية)
- ريتشارد إيستون على موقع قاعدة بيانات برودواي على الإنترنت (الإنجليزية)
- ريتشارد إيستون على موقع ديسكوغز (الإنجليزية)
- ريتشارد إيستون على موقع قاعدة بيانات الفيلم (الإنجليزية)